# Camissecla charichlorus
Camissecla charichlorus is een vlinder uit de familie van de Lycaenidae. De wetenschappelijke naam van de soort werd als Tmolus charichlorus in 1872 gepubliceerd door Butler & Druce.

## Synoniemen
- Thecla capeta Hewitson, 1877